# Никитинский, Николай Яковлевич
Николай Яковлевич Никитинский (1855—1911) — российский предприниматель, аграрий и селекционер картофеля, статский советник. За непрерывную работу в селекции и выведении новых сортов получил прозвище «король картошки».

## Биография
Происходил из семьи небогатых дворян; в семье Якова Мироновича Никитинского было четыре сына — Яков, Николай, Иван и Сергее.
Окончил Императорское Московское техническое училище по специальности инженер-химик.
Вернувшись со стажировки в Европе, искал применения своим силам в различных областях. В Политехническом музее в 1879 году читал по воскресеньям лекции на темы, престижные тогда для предпринимателей России: «Коллекции по писчебумажному, кожевенному делу и производству фарфора и фаянса»; им были изданы брошюры: Коллекции по писчебумажному производству. — Москва: тип. и лит. С. П. Архипова и К°, 1879. — 4 с. — (Из воскресных объяснений при Московском политехническом музее); Объяснение коллекции по производству фарфора и фаянса — Москва: тип. и лит. С. П. Архипова и К°, 1879. — 3 с. — (Из воскресных объяснений при Московском политехническом музее).
Позже он был захвачен борьбой общественности за «русский лес», нещадно вырубаемый хищниками-временщиками, занялся исследованием альтернативного топлива — торфа. В 1882 году издал брошюру «Торф и разработка его на топливо» (Москва: Политехн. об-во, 1882. — [Ч. 1]. — [2], XIII, [3], 138 с., 6 л. ил.). В ней он убедительно доказывал, что «…северная Россия, богатая лесами и торфяниками, средняя Россия, изобилующая торфяниками, а южная — каменным углем и отчасти также торфом, могут с успехом и выгодой ввести у себя ископаемое топливо настолько, чтобы, по крайней мере, прирост леса сравнялся с вырубкой…».
Но наибольшую известность он приобрёл, как специалист по выращиванию и селекции картофеля, который в публичных выступлениях и в печати Никитинский называл «Вторым хлебом России» и считал его продуктом «единственно способным спасти народ от голода в неурожайные годы». В 35-летнем возрасте (ок. 1890) внимание Никитинского полностью переключается на картофелеводство. Женитьба на Ольге Ивановне Ляминой — дочери московского градоначальника И. А. Лямина, доставил ему капитал, который позволил Никитинским купить усадьбу в Костино (на Рязанщине), где Н. Я. Никитинский посвятил свою жизнь сельскохозяйственному труду (селекции различных сортов картофеля, разведением семенной ржи, овса, разных огородных семян).
Жена брата — Мария Ефимовна была дочерью знаменитого крестьянина-предпринимателя Ефима Грачёва, отмеченного призами и медалями Всемирных выставок за выведение высокоурожайных сортов овощей, ягодников и картофеля. В семье хранились его записи о своих трудах, в подмосковной усадьбе Гришино брат Марии Ефимовны, Владимир, выращивал и сохранял многие необыкновенные отцовские сорта, в том числе картофеля. Лучшие сорта грачевской картошки давали с куста 42—43 клубня. и Никитинский развил успехи Грачёва до всероссийских масштабов. Он собрал коллекцию из 511 сортов картофеля, присылаемых ему со всего мира — от Европы до Японии, Америки, Австралии, и местных, российских. «Иностранки», скрещенные с местными российскими сортами, давали на новой родине невиданные урожаи, как столовой, так и кормовой картошки. 50 и более, и даже, как однажды японская «микадо новая», 150 картофелин с одного куста! И это было в то время, когда у крестьян по России обычной урожайностью являлось 3–6 картофелин с куста.
Никитинский отбирал лучшие образцы, скрещивая их с другими сортами, и получал новые сорта — для разных климатических зон и почв России. Ему поступало множество запросов со всей России на образцы для посадки.
Знаменитая усадьба Никитинских располагалась на высоком берегу Оки. Белокаменный особняк с колоннами, возведенный ещё прежним владельцем князем Мещерским. Древняя церковь Богоявления XVI века, каменную колокольню которой отреставрировал новый хозяин. Вековой парк с беседками в греческом стиле. Затейливые мостики через пруды, выстроенные новым хозяином оранжереи с благоухающими цветами, парники и теплицы с дынями и арбузами. Загадочные подвалы с особыми воздуховодами, в которых картошка хранилась по 5—6 лет. Конный завод с породистыми и рабочими лошадьми. Картофельные поля — 618 десятин (более 600 га) земли, на которых произрастала картошка разных сортов — на делянках, снабжённых табличками с их «биографией». Овощи: морковь, капуста, спаржа и другие. Всё — богатырских размеров. В саду тоже непривычно крупные плоды шиповника, малины, смородины.
Знаменитости из Москвы — писатели, поэты, художники, артисты (в числе которых была и Ермолова) приезжали в Костино именно «на картошку», которая подавалась здесь во всех видах и с разными деревенскими разносолами. Радушный хозяин с супругой и их четверо детей для гостей устраивали конные прогулки, вечерами — фейерверк. А для особо любознательных — проводили экскурсии по необычной усадьбе.
По воспоминаниям дочери Никитинского — Натальи Николаевны дети в семье с малых лет приучались к сельскому труду (хотя у детей были и гувернантки, обучавшие хорошим манерам и языкам, и домашние учителя, но на первом месте был личный физический труд):

«С мая и по глубокую зиму я никогда не одевала обуви, за исключением праздников и приема гостей. Отец приучал меня любить труд и быть не белоручкой, а умеющей выполнять любую работу на земле. Верхом на лошади я ездила с шести лет… Свозила копны на лугах. …Осенью отец заставлял нас убирать листья на компостки. Задания были большими, болели руки, спина, но никто не думал уйти, не выполнив папиного задания. А там — окапывать яблони после сбора. А весной — обрезка сухих веток на плодовых деревьях и сирени. Копка грядок, парников, стрижка газонов, поливы…».

Крестьянские бунты революции 1905—1906 годов с их поджогами помещичьих усадеб обошли Костино стороной, потому что её хозяин заслужил уважение мужиков своим общеполезным трудом. Крестьяне многих губерний приезжали к Никитинскому «по пять-десять человек от села или деревни на подводах» — за семенным картофелем. Получив дивный урожай, на следующий год приезжали уже с делегатами из соседних селений. Никитинский также открыл в Костино школу для крестьянских детей, где, кроме обычных дисциплин, преподавались азы агрономии, зоотехники, ветеринарии, селекции.
О высоком качестве семенного фонда Никитинского говорит такой факт: из Северной Америки через год после отправки туда русских семян пришел запрос на приобретение 15 тысяч пудов семенного картофеля по любой цене. Никитинский отказался — из-за «нежелания оставить русских потребителей без семенного картофеля».
Никитинский не жалел себя для любимого дела и умер от стенокардии в возрасте 57 лет 30 сентября 1911 года[по какому календарю?].